# Wulfenia houghtoniana
Wulfenia houghtoniana là một loài thực vật có hoa trong họ Mã đề. Loài này được (Benth.) Greene miêu tả khoa học đầu tiên năm 1894.